# Трап (авиационный термин)

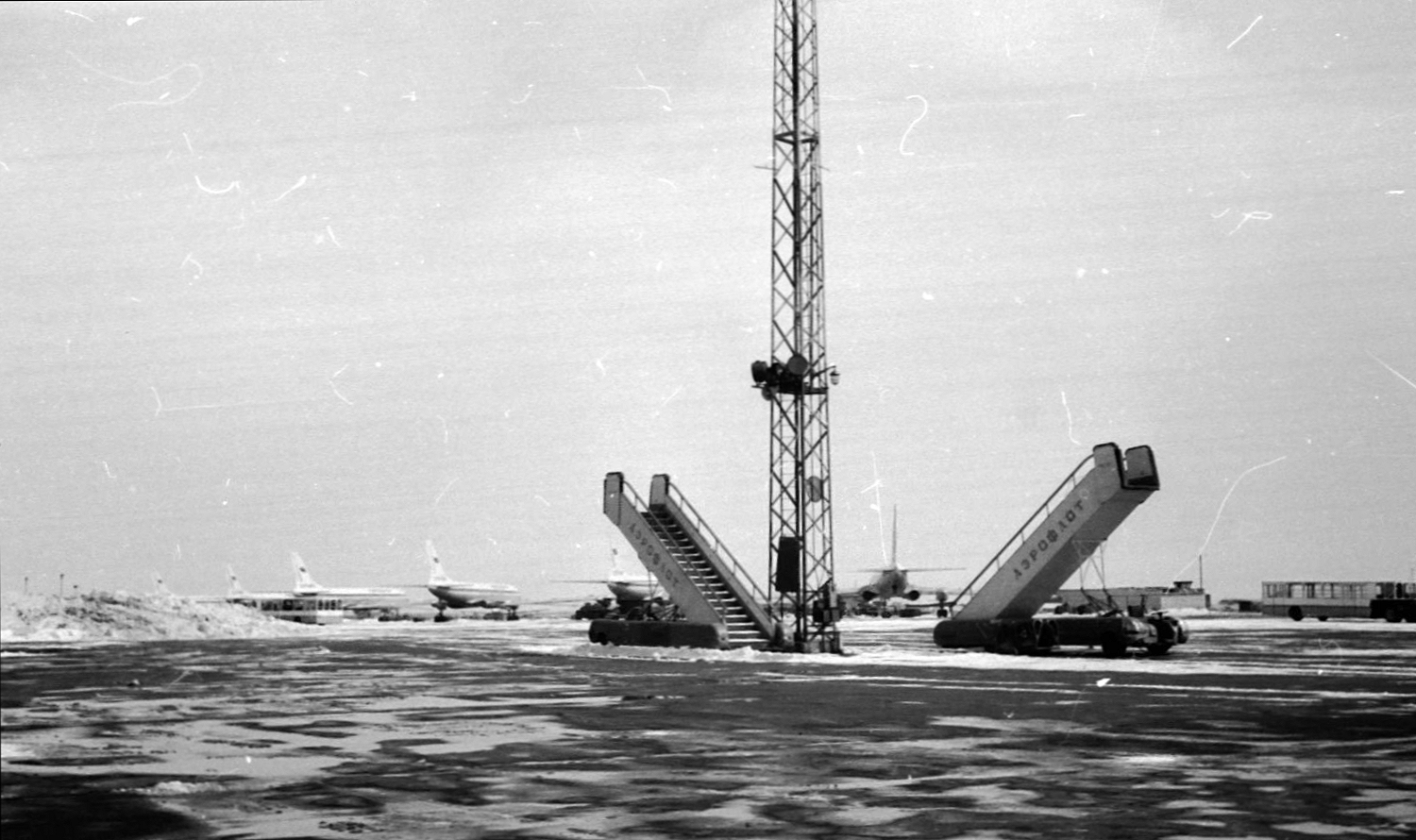
Хабаровский аэропорт в 1978 году: Ту-104 на стоянке, пассажирские трапы-электромобили, справа — перронный автобус, пассажирский полуприцеп с седельным тягачом ЗИЛ-130

Трап пассажирский авиационный — устройство для подъёма и прохода (посадки) пассажиров на борт воздушного судна, а также высадки с него, как штатной (на аэродроме или в полевых условиях — например, откидной трап, самоходный пассажирский трап (англ. aircraft passenger loader либо portable passenger loading stand (см. патент США D146418)), телескопический трап (англ. jet bridge)), так и аварийной (бортовой надувной трап).
Бортовые трапы (перемещаемые вместе с самолётом) традиционно представляли собой откидывающуюся часть корпуса самолёта со ступенями с её внутренней стороны (откидной трап). Они используются до сих пор для высадки на аэродромы, не оборудованные самоходными или телескопическими пассажирскими трапами, либо на оборудованных ими аэродромах для отдельных видов воздушных судов. На борту современных авиалайнеров имеются надувные аварийные трапы для спуска людей на сушу или на воду.
Традиционно крупные и средние аэропорты снабжались самоходными пассажирскими трапами (СПТ). В последние несколько десятилетий крупные мировые аэропорты обеспечивают более быстрое и погодонезависимое сообщение пассажиров с бортом воздушного судна через выдвижные телескопические трапы.
Технологические приспособления и устройства для различных работ на высоте, в том числе и довольно сложные и громоздкие, традиционно в авиации называются стремянками.